# Semiothisa suriens
Semiothisa suriens là một loài bướm đêm trong họ Geometridae.